# Confederación Argentina de Básquetbol
Die Confederación Argentina de Basquet (CABB) ist der argentinische Basketballverband. Der Verband wurde am 30. August 1929 gegründet. Er ist Gründungsmitglied der FIBA im Jahre 1932. Er organisiert die Liga Nacional de Básquetbol, die Argentinische Basketballnationalmannschaft der Herren und die Argentinische Basketballnationalmannschaft der Damen.